# Joseph-Rose Lemercier
Pour les articles homonymes, voir Lemercier.
Joseph-Rose Lemercier (Paris, 6 juillet 1803 - Bagneux, 26 janvier 1887) est l'un des plus importants imprimeurs-lithographes parisiens du XIXe siècle. Il a travaillé pour les plus grands éditeurs et artistes de son temps. Il a joué un rôle important dans la diffusion et la généralisation du procédé de photolithographie qui permettait de transférer une image photographique sur une pierre lithographique et de réaliser grâce à cela des impressions à l'encre d'imprimerie de cette image.

## Biographie

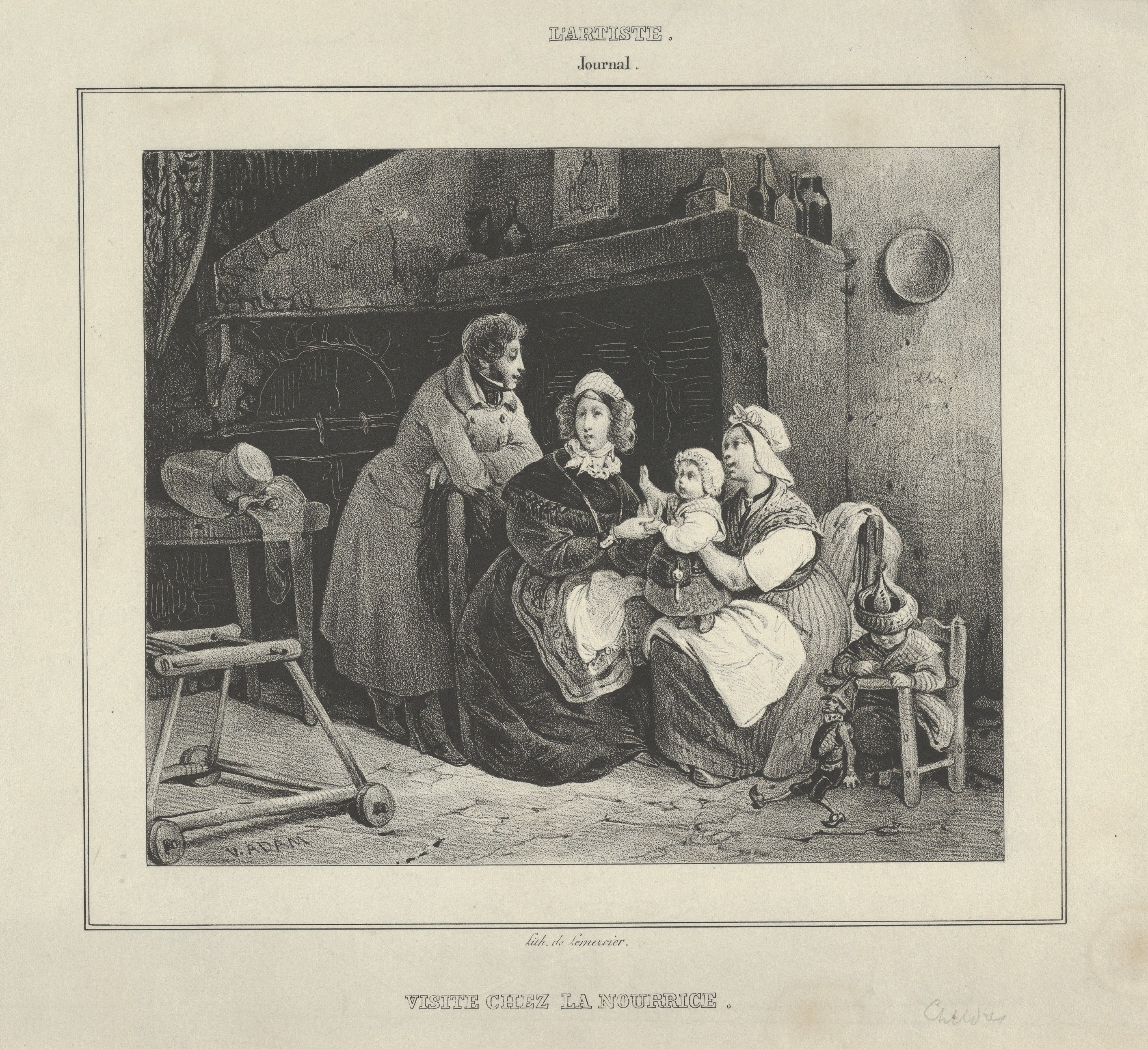
Victor Adam : Visite chez la nourrice, lithographie imprimée chez Lemercier pour L'Artiste.

D'origine modeste, fils d'un vannier parisien, il est né à Paris le 6 juillet 1803 et meurt le 1er janvier 1887. Il se marie en 1824 avec Marguerite Drancy dont il a eu deux enfants morts en bas- âge.
Il entre en apprentissage chez Édouard Knecht, neveu et successeur d'Aloys Senefelder, l'inventeur de la lithographie. Il se met à son compte en 1828 ; en 1831, il s'installe au 57, rue de Seine, dans un ancien jeu de paume,. En 1852, l'imprimerie Lemercier et Cie possède 80 presses et emploie 180 ouvriers.
Entre 1852 et 1855, il s'associe à l'opticien Lerebours, au chimiste Barreswil et au chimiste et photographe Alphonse Davanne pour mettre au point un procédé nouveau, mais le résultat – d'une mise en œuvre trop longue et complexe – n'était pas exploitable industriellement. En 1855, Alphonse Poitevin invente et fait breveter un procédé qui pouvait être mis en œuvre industriellement. Poitevin cherche d'abord à exploiter lui-même son brevet et ouvre un atelier à Paris. Mais, dès octobre 1857, il cède son brevet et son atelier à Lemercier.
Lemercier travaille pour tous les grands éditeurs français de son temps. Il est l'imprimeur d'artistes tels qu'Odilon Redon, Édouard Manet et Alphonse Mucha.[Information douteuse]
Joseph-Rose Lemercier est fait chevalier de la Légion d'honneur en 1847, puis est promu officier en 1878,. Il préside la Chambre des imprimeurs lithographes de Paris entre 1876 et 1885.
Son neveu, Alfred Lemercier, lui succède à la tête de l'entreprise, puis, à sa mort, en hérite.